# Schwarza (Thüringer Wald)
Schwarza település Németországban, azon belül Türingiában. Lakosainak száma 1127 fő (2023. december 31.). Schwarza Zella-Mehlis és Steinbach-Hallenberg községekkel határos.

## Népesség
A település népességének változása:
| Lakosok száma | 1192 | 1185 | 1154 | 1133 | 1127 |
|               | 2017 | 2019 | 2021 | 2022 | 2023 |